# Менотті Якобссон
Клас Альфред Менотті Якобссон (швед. Klas Alfred Menotti Jakobsson; 31 грудня 1894 року, Стокгольм — 12 травня 1969 року, Стокгольм) — шведський двоборець та стрибун на лижах з трампліна. Учасник Перших Зимових Олімпійських ігор.

## Кар'єра
Менотті Якобссон народився у Стокгольмі та виступав за лижне відділення клубу Юргорден ІФ. Привернув до себе увагу у 1917 році, коли став чемпіоном Швеції одразу у двох дисциплінах: стрибках з трампліна та лижному двоборстві. Через чотири роки він друге став чемпіоном Швеції у стрибках, а ще через два роки переміг у Кубку Франції у тій же дисципліні.
У 1924 році Менотті Якобссон представляв Швецію на перших в історії зимових Олімпійських іграх у французькому місті Шамоні. Він виступав у двох звичних для себе дисциплінах, лижному двоборстві та стрибках з трампліна. На турнірі з двоборства Якобссон посів восьме місце, випередивши фіна Вернера Еклефа на 0,35 бала. У стрибках з трампліна Якобссон посів сьоме місце, на 0,6 бала поступившись своєму співвітчизнику Аксель-Герману Нільссону.